# Каменниковский полуостров
Каменниковский полуостров — полуостров расположенный к северу от г. Рыбинск на юге Рыбинского водохранилища.

## География
Полуостров образовался при строительстве Рыбинской ГЭС и заполнении Рыбинского водохранилища.
Растительность: смешанный лес и сосновый лес.
На территории полуострова расположены микрорайоны Волжский и ГЭС-14 г. Рыбинск, а также поселок Каменники Рыбинского района Ярославской области.

## Промышленность
На каменниковском полуострове сосредоточено большое количество промышленных предприятий, такие как:
- АО «Русская механика»
- АО «ОДК — Газовые турбины»
- ЗАО «Энмаш»
- ООО «Рыбинскэлектрокабель»

А также Рыбинская ГЭС собственником которой является ПАО «РусГидро»